# Jesenko
Jesenko je priimek v Sloveniji, ki ga je po podatkih Statističnega urada Republike Slovenije na dan 1. januarja 2010 uporabljalo 426 oseb.

## Znani nosilci priimka
- Dragotin Jesenko (1864—1902), pesnik in pisatelj
- Fran Jesenko (1875—1932), botanik, genetik, univ. profesor
- Franc Jesenko (*1937), agronom, strokovnjak za perutninarstvo
- Gregor Jesenko (st.: 1865-1940 in ml.), zdravnika kirurga (Ce)
- Janez Jesenko (1838—1903), šolnik, zgodovinar, geograf, prevajalec
- Jerica Jesenko (*2005), smučarska skakalka
- Jože Jesenko (*1943), matematik, informatik, organizatorik
- Primož Jesenko (*1975), dramaturg, teatrolog, gledališki kritik, kustos
- Simon Jesenko, fizik
- Rok Jesenko (1880—1966), pravnik, prosvetni delavec
- Tončka Gaber, r. Jesenko (1881—), žena Anteja Gabra, sestra Frana Jesenka